# Пошатово (Краснооктябрьский район)
Пошатово — деревня в Краснооктябрьском районе Нижегородской области, единственный населённый пункт Пошатовского сельсовета.
Пошатово — татарская деревня. Располагается на правом берегу реки Пьяны, рядом с другой татарской деревней Семёновкой. Когда-то рядом с ними была ещё одна татарская деревня, называлась она Исаковской. Все эти селения имеют общую историю. Жители всех трех селений являются выходцами из кадомских мест. Все они поселились в одно и то же время, как части одной команды, в пустошах, на землях, оставленных русскими служилыми людьми. Образовалось Пошатово, как и Семеновка, в 1608—1611 годах. В Пошатове основалось 12 служилых татар. Отделение Пошатово в самостоятельное селение произошло между 1613 и 1624 годах, после грамоты царя от 1618 года, когда царь распорядился дать всем татарам, участникам сражения с ногайцами в 1612 года, жалованные грамоты на поместья в полную норму. Процесс отделения Пошатово от Семеновской начался в 1613 году. В земельных документах Трех-озерок, относящихся к 1613 году, упоминается деревня Семеновская как самостоятельное селение, через которое трех-озерские татары могли ездить в большую делянку леса за Пьяной. И в документе говорится о пошатовских полях.

## Этимология
Название «Пошатово» в татарском массиве Нижегородского края возможно перенесено с прежней родины, где татары жили в контакте с мордвой-мокшей. Мордовский учёный И. К. Инжеватов объясняет название Пошатово мордовским именем Пошат.